# Perdita replicans
Perdita replicans är en biart som beskrevs av Timberlake 1968. Perdita replicans ingår i släktet Perdita och familjen grävbin. Inga underarter finns listade i Catalogue of Life.